# Fehér tölcsérvirág
A fehér tölcsérvirág vagy fehér kála (Zantedeschia aethiopica) az egyszikűek (Liliopsida) osztályának hídőrvirágúak (Alismatales) rendjébe, ezen belül a kontyvirágfélék (Araceae) családjába tartozó faj.
Nemzetségének a típusfaja.

## Előfordulása
A fehér tölcsérvirág a Dél-afrikai Köztársaságban, Lesothóban és Szváziföldön őshonos. Közkedvelt dísznövényként a Föld számos országában termesztik. Az új élőhelyein, a következő térségekben hozott létre vadonnövő állományokat: az őshazájától északkeletre egészen Észak-Mozambikig, Észak-Afrika északnyugati részén, az Ibériai-félszigeten, Olaszországban, Délkelet-Európában, a Brit-szigeteken, Észak-Amerika kaliforniai térségében, Közép-Amerika és a Karib-szigetek egyes részein, Ecuadorban, Brazília legkeletibb részén, a Fülöp-szigeteken és Ausztrália nyugati, illetve déli részein.

## Megjelenése
Évelő növény, amely a napon 60 centiméteresre, viszont az árnyékban ennél nagyobbra is nőhet. Vastag és húsos gyöktörzse van. A virágzatát tartó szár akár 60 centiméteres is lehet, ezen a fehér fellevél körülbelül 15 centiméter hosszú és 12  centiméter széles, a torzsavirágzata sárga és 7 centiméter hosszú. Az érett termése narancssárga és puha. A nagy levelei, melyek a végüknél kihegyesednek, gyűrűbe rendeződnek.

## Életmódja
Az eredeti élőhelyein a mocsaras területeken él. 20-2250 méteres tengerszint feletti magasságok között található meg. A növény minden része mérgező; egyes személyeknél kiütéseket okozhat.